# Die Dame in Schwarz (1928)
Die Dame in Schwarz ist ein deutscher Stummfilm aus dem Jahre 1928 von Franz Osten mit Marcella Albani und Liane Haid in den Hauptrollen zweier Frauen, die um ein umfassendes Erbe kämpfen.

## Handlung
Infolge der Oktoberrevolution 1917 in Russland ist auch Irena Wolkowa im Westen gestrandet. Sie ist verarmt und irrt durch eine regennasse laue Sommernacht, als sie den jungen Julian Holt kennen lernt. Beide beginnen sich rasch zu mögen, und so erzählt die junge Emigrantin ihm ihre traurige Lebensgeschichte. Irena muss sich im Westen als Tanzgirl in einem Tingeltangel-Varieté durchschlagen, obwohl sie es eigentlich nicht nötig hätte. Denn Irena behauptet, in Wahrheit die Tochter eines verschollenen und in den Revolutionswirren mutmaßlich ums Leben gekommenen Fürsten zu sein und in Wahrheit Prinzessin Nedelkoff zu heißen. 
Der verblichene Hochadelige war sehr vermögend, und Irena beansprucht dessen Erbe in Höhe von 750.000 Dollar, das er noch auf eine Bank ins westliche Ausland transferieren konnte. Doch da gibt es noch eine weitere Frau, die ebenfalls sagt, sie sei Prinzessin Nedelkoff und das Geld des vermutlich Verschiedenen mittels eines gefälschten Testaments beansprucht. Irena behauptet, bei dieser Frau handele es sich um eine Betrügerin. Julian glaubt ihr und verspricht Irena, sie bei der Durchsetzung ihrer Ansprüche zu unterstützen. Tatsächlich gelingt es, die falsche Nedelkoff, die in Wirklichkeit Bennigsen heißt, zu entlarven und Irena zu ihrem Recht zu helfen.

## Produktionsnotizen
Die Dame in Schwarz entstand zum Jahresbeginn 1928, passierte am 26. März desselben Jahres die Filmzensur und wurde am 27. Mai 1928 in Berlins Titania-Palast uraufgeführt. Die Länge des mit Jugendverbot belegten Sechsakters betrug 2166 Meter. In Österreich lief der Streifen ab dem 8. März 1929 unter dem Titel Frauen, denen man nachts begegnet.
Bruno Lutz und Franz Seemann entwarfen die Filmbauten. Fritz Klotzsch war Aufnahmeleiter.

## Kritiken
Im Kino-Journal hieß es: “Ein guter Gesellschaftsfilm, in der Wirkung verstärkt durch den Liebreiz Liane Haids und durch die bezaubernde, gefährliche Schönheit Marcella Albanis.”
Das Tagblatt befand: “Der Film kann in allem wie Regie, Inszenierung und Ausstattung aufs beste beurteilt werden.”
Das Salzburger Volksblatt schrieb: „Der Film vermittelt interessante und sehenswerte Milieuaufnahmen aus dem Leben einer Varietétänzerin, die sich schließlich als Tochter eines russischen Fürsten entpuppt. Die Darsteller … bieten ausgezeichnete Leistungen..“